# Cricotopus trifascia
Cricotopus trifascia är en tvåvingeart som beskrevs av Edwards 1929. Cricotopus trifascia ingår i släktet Cricotopus och familjen fjädermyggor. Arten har ej påträffats i Sverige. Inga underarter finns listade i Catalogue of Life.